# Marcel Bigeard
Pour les articles homonymes, voir Bigeard (homonymie).
Marcel Bigeard, né le 14 février 1916 à Toul et mort le 18 juin 2010 dans la même ville, est un général et homme politique français.
Résistant, son nom reste associé à la guerre d'Indochine et à celle d'Algérie. 
Le 27 septembre 1974, le président de la République lui remet les insignes de grand-croix de la Légion d'honneur alors qu'il est toujours en service actif, distinction que seuls deux autres généraux de recrutement interne ont reçue en deuxième section, les généraux Paul Gandoët et Alain Le Ray.
Après sa carrière dans l'armée, il est secrétaire d'État à la Défense nationale (1975-1976) et député de Meurthe-et-Moselle (1978-1988). Une fondation portant son nom est créée en 2011.
Son retrait de la vie publique a été marqué par des accusations d'usage de la torture pendant la guerre d'Algérie, ce qu'il a constamment démenti.

## Biographie

### Origines familiales et formation
Marcel-Maurice Bigeard est le fils de Charles Bigeard (1880-1948), aiguilleur à la compagnie des chemins de fer de l'Est, et de Marie-Sophie Ponsot (1880-1964). À l'issue de ses études à l'École supérieure de Toul, il obtient son brevet d'études élémentaires.
Le 6 janvier 1942, il épouse à Nice son amie d’enfance, Gabrielle Grandemange (Toul, 5 décembre 1919 - 4 juillet 2011). Ils se marient pendant la guerre après l’évasion de Marcel Bigeard d’Allemagne et avant son départ pour être parachuté dans le maquis. Dans chacun de ses discours ou de ses livres, Marcel Bigeard citait régulièrement « Gaby, son grand et seul amour ». Leur unique enfant, Marie-France, naît le 13 février 1946. Gaby Bigeard est décédée le 4 juillet 2011 à Toul des suites d'une longue maladie.

### Carrière militaire

#### Avant-guerre
Après avoir travaillé six ans à la succursale de Toul de la Société générale dans laquelle il gravit les échelons (coursier en 1930, puis service des portefeuilles, service des coupons, service des titres, le jeune homme se destinant à devenir directeur d'agence bancaire), Marcel Bigeard effectue son service militaire à Haguenau au sein du 23e régiment d'infanterie de forteresse. Incorporé comme soldat de deuxième classe en septembre 1936, il pratique la boxe et se distingue pour le service dans les troupes d’intervalle qui assurent la sécurité des ouvrages en surface. Caporal-chef, il est libéré de ses obligations militaires avec le grade de sergent de réserve en septembre 1938.

#### Seconde Guerre mondiale
Six mois après sa libération, devant l'imminence du conflit, il est rappelé le 22 mars 1939 au sein du 23e régiment d'infanterie de forteresse et est promu au grade de sergent.
En septembre 1939, grâce à l'arrivée de réservistes, les bataillons du 23e RIF servent chacun de noyau à la création de nouveaux régiments d'infanterie de forteresse « de mobilisation ». Bigeard est affecté au 79e régiment d'infanterie de forteresse dans le sous-secteur fortifié de Hoffen de la ligne Maginot. Volontaire pour les corps francs, il prend la tête d'un groupe de combat à Trimbach en Alsace et devient rapidement sergent-chef puis adjudant à l'âge de 24 ans.

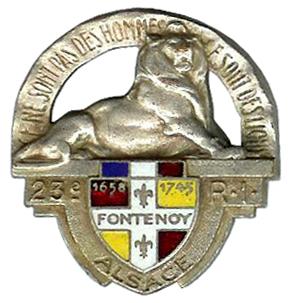
Insigne du 23e RIF.
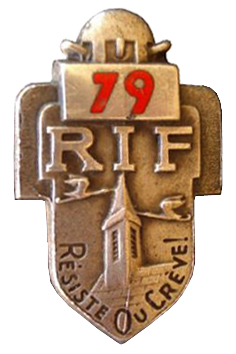
Insigne du 79e RIF.
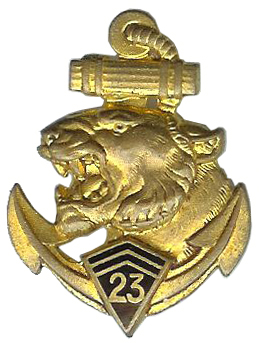
Insigne du 23e RIC.

Le 25 juin 1940, il est fait prisonnier et passe 18 mois de captivité au Stalag 12A à Limbourg, en Allemagne. C'est à sa troisième tentative, le 11 novembre 1941, qu'il parvient à s'évader et à rejoindre la zone libre.
Volontaire pour l'AOF, il est affecté en février 1942 au camp de Bandia, près de Thiès au Sénégal, dans un régiment de tirailleurs sénégalais de l'Armée d'armistice. Nommé sous-lieutenant en octobre 1943, il est dirigé avec son régiment sur Meknès au Maroc.
Recruté comme parachutiste de l'armée française de la Libération, il effectue une formation, avec les commandos britanniques, au « Club des Pins » près d'Alger durant trois mois puis est affecté avec le grade « fictif » de chef de bataillon à la Direction générale des services spéciaux. Avec le titre de « délégué militaire départemental », le « commandant Aube » est parachuté dans l'Ariège le 8 août 1944 avec trois camarades afin d'encadrer l'action de la Résistance intérieure française. Lors de la libération du département le 22 août 1944, les pertes franco-espagnoles sont de 44 tués et blessés alors que les pertes allemandes comptent 1 420 prisonniers et 230 tués et blessés.
Au début de l'année 1945, Bigeard crée puis dirige pendant un semestre l'école régionale des cadres du Pyla, près de Bordeaux, destinée à former des officiers issus des Forces françaises de l'intérieur. Décoré de la Légion d'honneur et du Distinguished Service Order britannique pour ses actions en Ariège, Bigeard est nommé capitaine d'active en juin 1945.

#### Guerre d'Indochine

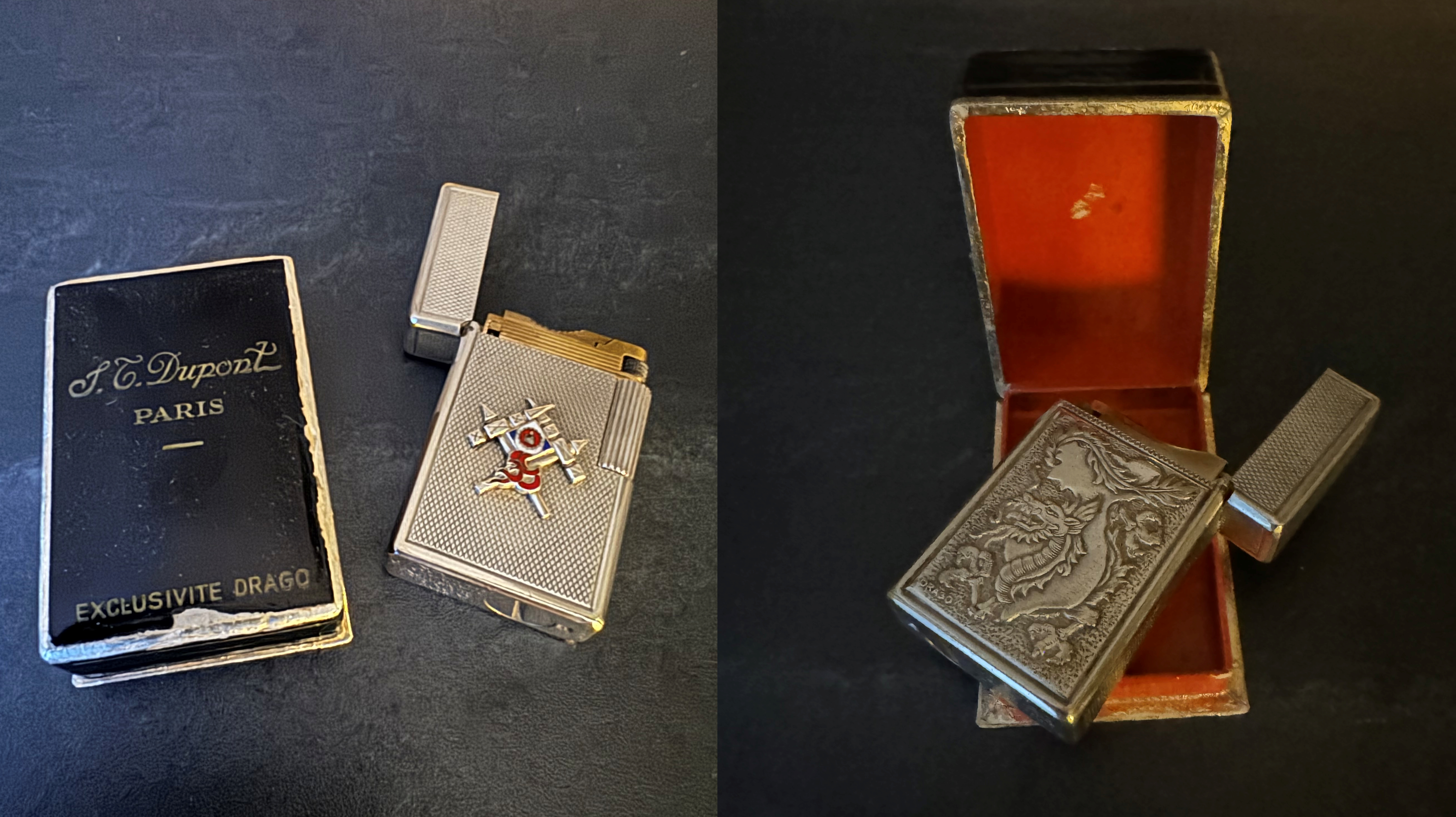
Briquet à essence d'officier du 3e bataillon thaï en Indochine française produit en 1949 par S.T. Dupont en exclusivité pour la maison Drago.

Au milieu de l'année 1945, le capitaine Bigeard est chargé du commandement de la 6e compagnie du 23e régiment d'infanterie coloniale à Villingen, en Allemagne. Désigné pour participer au corps expéditionnaire en Indochine, le régiment débarque à Saïgon le 25 octobre 1945 et prend part, jusqu'en mars 1946, aux opérations de pacification en Cochinchine.
C'est à cette époque que l'on commence à lui donner le surnom de « Bruno », qui est son indicatif radio.
Le 8 mars 1946, un détachement de la 2e DB et un de la 9e DIC, dont fait partie le 23e RIC, débarquent à Haiphong, au Tonkin.

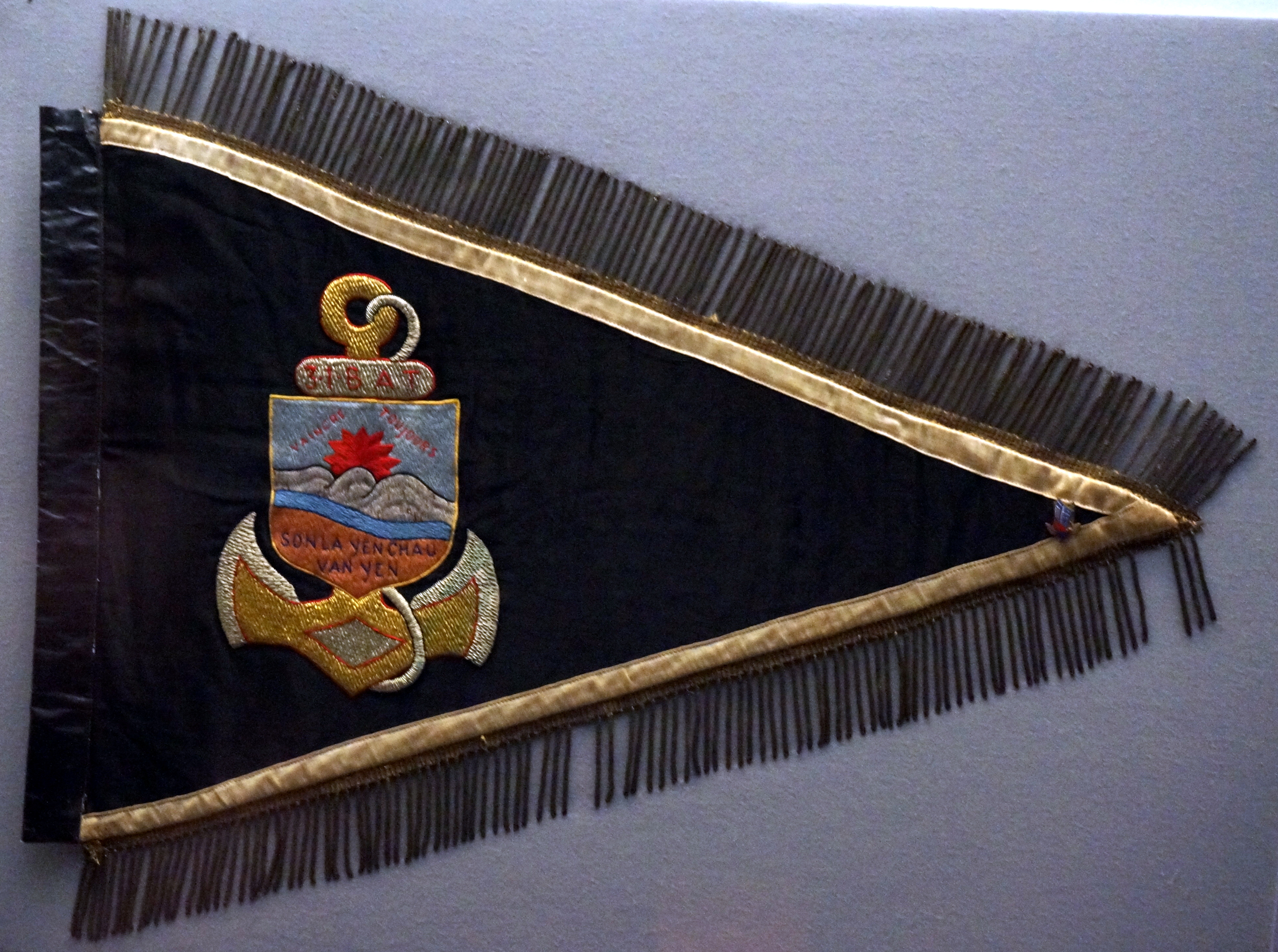
Fanion de la 3e compagnie, musée de l'Armée, don de sa fille.

Le 1er juillet 1946, Bigeard quitte le 23e RIC et forme à Thuan Chau, au sud-est de Dien Bien Phu, une unité constituée de quatre commandos de 25 volontaires chacun au sein du bataillon autonome thaï du lieutenant-colonel Quilichini. Au retour de ses hommes en métropole, mi-octobre 1946, il prend le commandement de la 3e compagnie, constituée de 400 hommes environ. Il quitte l'Indochine le 17 septembre 1947 et atterrit, trois jours plus tard, à Orly.
Volontaire pour un second séjour en Indochine, Bigeard est affecté, le 1er février 1948, au 3e bataillon colonial de commandos parachutistes, sous les ordres du commandant Ayrolles, à Saint-Brieuc, et prend le commandement du groupement de commandos parachutistes no 2. Quand le 3e para débarque à Saïgon en novembre 1948, Bigeard, qui ne s'entend pas avec son supérieur, parvient à faire détacher son groupement au détachement Amarante du commandant Romain-Desfossé à Haïphong.
Le 1er octobre 1949, Bigeard met sur pied à Son La le 3e bataillon thaï, comprenant 2 530 hommes répartis en cinq compagnies régulières et neuf compagnies de gardes civils et de supplétifs militaires. Relevé de son commandement à la suite d'un différend avec l'administrateur de la province (affaire dite du « trafic de piastres »), Bigeard est muté à Haïduong et prend, le 5 avril 1950, le commandement du bataillon de marche indochinois qui reçoit, en août, le drapeau du 1er régiment de tirailleurs tonkinois décoré de la croix de guerre avec palme. Le 12 novembre 1950, Bigeard embarque à Saïgon sur le paquebot La Marseillaise et quitte une nouvelle fois l'Indochine.

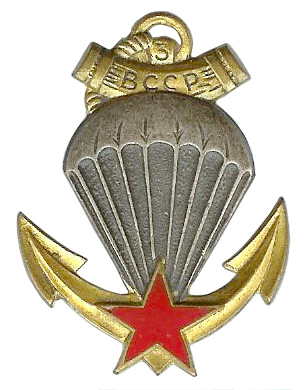
Insigne du 3e BCCP.
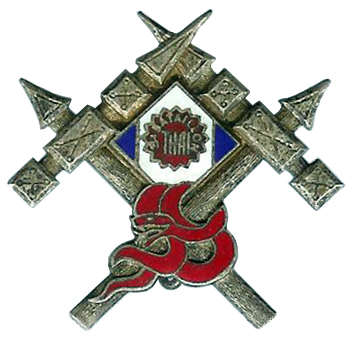
Insigne du 3e bataillon thaï.
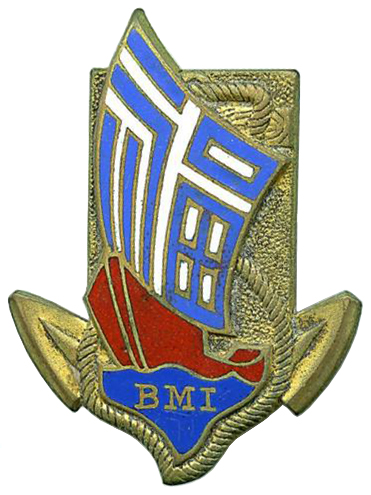
Insigne du bataillon de marche indochinois.
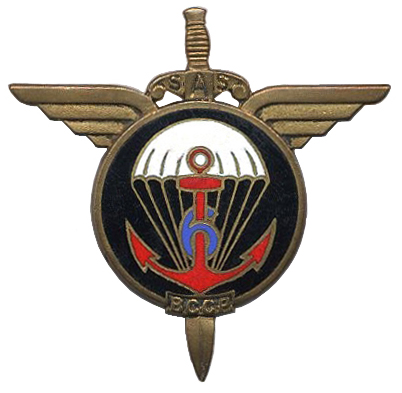
Insigne du 6e BCP.

Au printemps 1951, Bigeard est affecté à Vannes à la demi-brigade coloniale du colonel Gilles et se voit confier le bataillon de passage. En septembre 1951, il obtient le commandement du 6e bataillon de parachutistes coloniaux à Saint-Brieuc. Il a le grade de chef de bataillon en janvier 1952.
Le 28 juillet 1952, Bigeard, à la tête du 6e BPC, débarque à Haïphong pour un troisième séjour en Indochine et prend ses quartiers à Hanoï. Le 16 octobre 1952, le bataillon est parachuté sur Tu Lê et affronte, durant huit jours, les régiments des divisions Viet Minh 308 et 312. L'unité se distingue à nouveau lors de la bataille de Na San (parachutage dans la cuvette de Ban Som, le 27 décembre 1952), lors de l'opération « Hirondelle » sur Lang Son, le 17 juillet 1953, et lors de l'opération Castor sur Dien Bien Phu, le 20 novembre 1953.
Le 31 décembre 1953, il prend le commandement du GAP no 4, constitué du II/1er RCP et du 6e BPC, et intervient au Moyen-Laos entre Thakhek et Savannakhet vers lesquelles deux divisions Viet Minh se dirigent.
Parachuté le 16 mars 1954, alors que le sort de la bataille de Diên Biên Phu est scellé, le commandant Bigeard est nommé lieutenant-colonel lors des combats et devient l'un des héros de la cuvette en combattant avec son bataillon sur les points d'appui Éliane 1 et 4, mais surtout en codirigeant les troupes d'intervention du camp retranché avec le colonel Langlais.
Le lieutenant-colonel Marcel Bigeard est fait prisonnier le 7 mai lors de la chute du camp. Libéré quatre mois plus tard, il quitte définitivement l'Indochine le 25 septembre.

#### Guerre d'Algérie

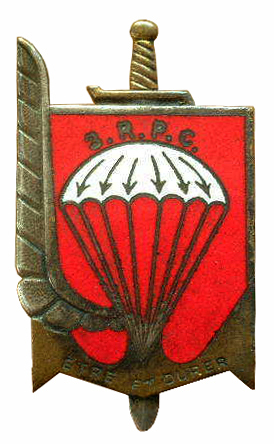
Insigne du 3e RPC.

Le 25 octobre 1955, Bigeard débarque en Algérie et prend le commandement du 3e BPC dans la région de Constantine. Le 21 février 1956, le bataillon, devenu entre-temps le 3e RPC, réalise la première opération héliportée de l'histoire lors de l'opération 744 en Kabylie. Cette méthode est à nouveau employée en mars 1956 pour la capture des déserteurs de la 3e compagnie du 3e RTA.
Le 16 juin 1956, dans les Nememchas, Bigeard, qui donne l'assaut aux indépendantistes, est grièvement blessé d'une balle au thorax. Rapatrié en métropole, il est décoré le 14 juillet 1956 par le président Coty et reçoit la plaque de grand officier de la Légion d'honneur. De retour en Algérie, il échappe le 5 septembre à un attentat et est blessé de deux balles dans l'humérus et une dans le foie.

##### Bataille d'Alger
Au début de l'année 1957, le régiment participe au sein de la 10e DP du général Massu à la bataille d'Alger. La mission des parachutistes est de ramener la sécurité dans la ville et de neutraliser les cellules du FLN de Larbi Ben M'hidi, qui ont organisé plusieurs séries d'attentats à la bombe contre des civils dans divers lieux publics d'Alger entre l'automne 1956 et l'été 1957.
En mars 1957, le 3e RPC se rend dans les massifs au sud de Blida et participe aux opérations « Atlas » et « Agounnenda ». Durant l'été, le 3e para arrête 90 % des combattants du FLN, dont Taleb Abderrahmane, le chimiste des attentats du Milk Bar, de la Cafétéria et de l'Otomatic.
Le régiment relève le 1er RCP en juillet 1957 à Alger. La capture de Hassène Guandriche dit « Zerrouk », adjoint chef de la région II de la Zone autonome d'Alger retourné par le GRE, aboutit à la neutralisation des deux responsables de la Zone 2, Mourad et Ramel, mais surtout à celle d'Ali la Pointe et à la capture de Yacef Saadi, chef militaire FLN de l'ensemble zone autonome d'Alger.
Nommé colonel en janvier 1958, il dirige le 3e RPC qui, avec d'autres, participe à la « bataille des Frontières » (janvier-juin). Le 1er avril, le colonel Trinquier le remplace à la tête du 3e RPC. Il rejoint Paris où Chaban-Delmas, ministre des Armées, lui demande de créer le Centre d'instruction à la pacification et à la contre-guérilla, qui voit le jour fin avril près de Philippeville. Bigeard ne participe pas aux événements du 13 mai 1958 mais, dans une interview à Paris-Presse, il confie ses états d'âme à Jean Lartéguy, ce qui lui vaut le courroux du général Salan et son retour en métropole.
Après quatre mois passés à Toul, Bigeard repart pour l'Algérie et prend le commandement du secteur de Saida en Oranie, le 25 janvier 1959. Il a sous ses ordres environ 5 000 hommes répartis dans le 8e RIM, le 14e BTA, le 23e RSM, un groupe de DCA, un régiment d'artillerie, deux groupes mobiles de supplétifs, quelques avions de reconnaissance et deux hélicoptères. C'est durant cette période que le commando Georges, un « commando de chasse » composé en partie de harkis, est constitué par le lieutenant Georges Grillot sous l'égide de Bigeard.
À la suite d'une rencontre avec de Gaulle le 27 août 1959, il se voit confier, le 1er décembre, le commandement du secteur de Ain-Sefra, soit un effectif de 15 000 hommes.
Passant outre son devoir de réserve, il rédige pendant la semaine des barricades, en janvier 1960, une proclamation qui est reprise par la presse et la radio et qui lui coûte son commandement malgré l'intervention du général Gambiez.

#### Torture pendant la guerre d'Algérie
Il est accusé d'avoir pratiqué la torture pendant la guerre d'Algérie par divers témoins, des anciens membres du FLN, mais aussi des anciens combattants qui ont fait la guerre à ses côtés. Il dément avoir utilisé la technique dite « crevette Bigeard ». Il déclare que dans le contexte de cette guerre, la torture était un « mal nécessaire », tout en affirmant n'y avoir jamais recouru. La proposition du gouvernement français de placer ses cendres aux Invalides et l'érection d'une statue à son effigie, relancent la polémique. Il est mis en cause en 2000 par Louisette Ighilahriz, militante pour l’indépendance de l'Algérie torturée par des soldats français en 1957. 
L'historien Alain Ruscio a expliqué que « la « gloire » du général Bigeard est une construction idéologique » qu'il a lui-même orchestrée,, et que son démenti constant n'est qu'une opération de communication. La torture a été massivement pratiquée pendant la bataille d’Alger, et Bigeard y a participé de janvier à mars, et de juillet à septembre 1957.

#### Fin d'engagement en guerre: 1960-1975

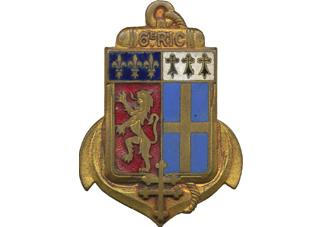
Insigne régimentaire du 6e régiment interarmes d'outre-mer.

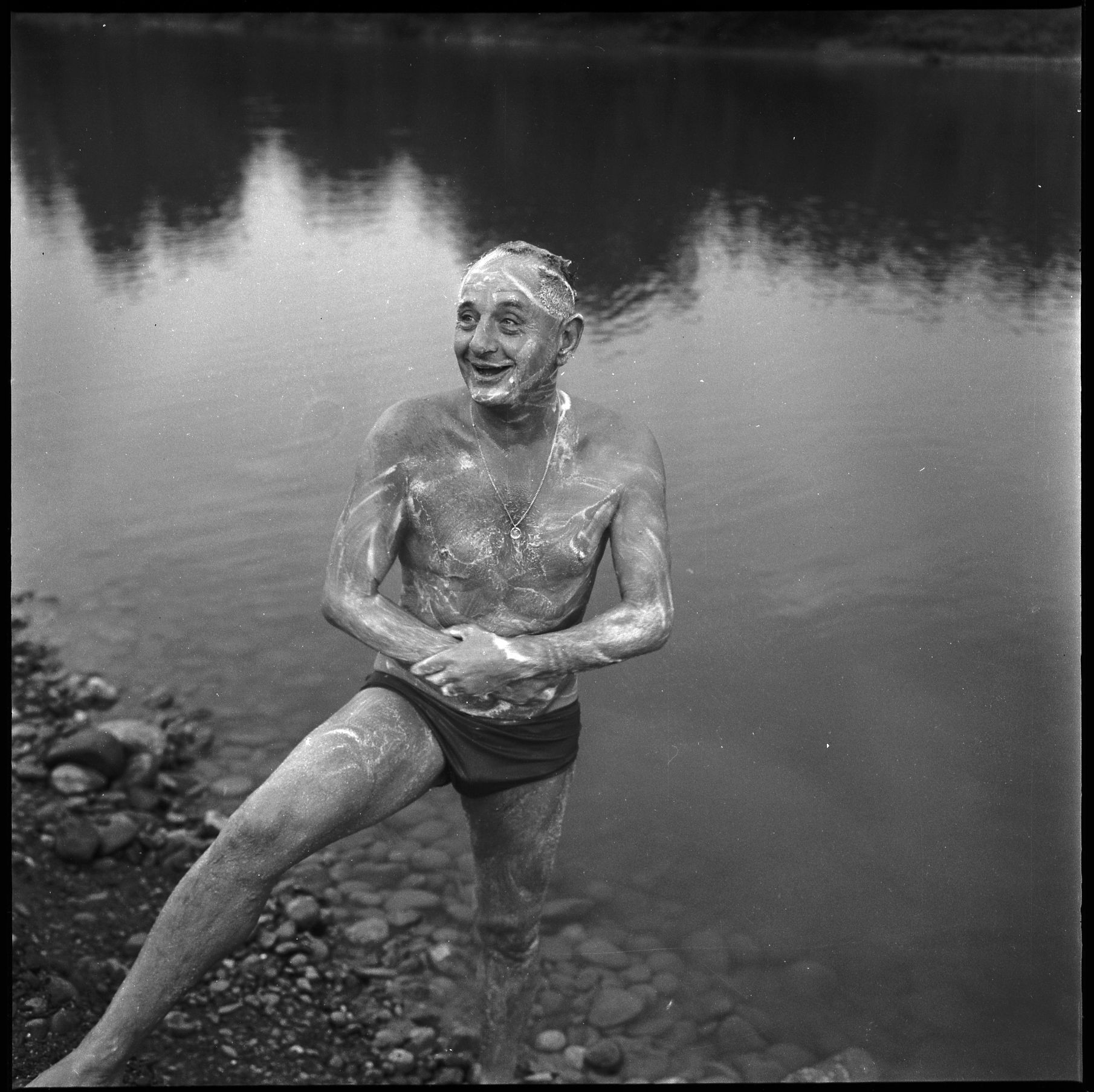
Le colonel Bigeard faisant ses exercices quotidiens à Lacroix-Falgarde (Toulouse, 1967).

De juillet 1960 à janvier 1963, Bigeard prend le commandement du 6e RIAOM à Bouar, en République centrafricaine.
Après un passage à l'École supérieure de guerre de juin 1963 à juin 1964, il prend le commandement de la 25e brigade parachutiste à Pau, le 31 août 1964, puis celui de la 20e brigade parachutiste à Toulouse.
Il est promu général de brigade le 1er août 1967.
Après une entrevue avec le général de Gaulle, il est nommé au poste de commandant supérieur des forces terrestres au Sénégal et rejoint Dakar le 7 février 1968.
En juillet 1970, Bigeard retrouve Paris et est affecté pendant dix mois à l'état-major du CEMAT.
Le 7 août 1971, il prend le commandement des Forces armées de la zone sud de l'océan Indien à Tananarive et obtient, le 1er décembre 1971, sa troisième étoile de général de division. À la suite des manifestations qui secouèrent Madagascar en mai 1972 et qui conduisirent au départ de son président Philibert Tsiranana et à son remplacement par le général Gabriel Ramanantsoa, il quitte Madagascar le 31 juillet 1973 avec l'ensemble des forces françaises du secteur.
À son retour en France, il devient, de septembre 1973 à février 1974, le deuxième adjoint du gouverneur militaire de Paris. Promu général de corps d'armée le 1er mars 1974, il prend le commandement de la 4e région militaire à Bordeaux, soit 40 000 hommes dont 10 000 parachutistes. Par ailleurs, il est le directeur de publication des périodiques Béret rouge (1959-1975) et Debout les paras (1964-1975), puis président de l'amicale de l'école des troupes aéroportées (1963-1975), de l’Union nationale des parachutistes (1976-1993), de l'amicale parachutiste de Lorraine (1977-1993), de l’Association des anciens parachutistes troupes de marine et anciens de la Brigade des parachutistes coloniaux héritiers des S.A.S (1978-1994), de la Fédération nationale de l’entraide parachutiste (1978-1993), de la Fédération nationale des associations parachutistes (1978-1994), de l’Association nationale des combattants de Dien Bien Phu (1984-1991) et du conseil d’administration du Musée mémorial des parachutistes (1984-1997).

### Vie politique
Convoqué par l'Élysée, il rencontre, le 30 janvier 1975, le président Valéry Giscard d'Estaing qui lui propose le poste de secrétaire d'État à la Défense rattaché au ministre Yvon Bourges. C'est un tremblement de terre dans la haute hiérarchie militaire, car il n’est pas saint-cyrien. Il change les responsables pour donner de l'élan avec des hommes d'action, officiers solides et expérimentés qui ont fait leurs preuves sur le terrain. Il obtient de l'argent (400 millions de francs annuels) pour améliorer les conditions de vie des cadres et des soldats. Il fait venir aux postes de responsabilité des hommes au passé militaire prestigieux, particulièrement soucieux d'améliorer la formation des jeunes officiers et sous-officiers. Il favorise la nomination d'André Laurier au commandement de l'École de guerre, d'Alain Bizard à la tête de l'académie militaire de Saint-Cyr Coëtquidan, de Jean Lagarde, chef d'état-major de l'armée de terre, de Guy Méry, chef d'état-major des armées, de Claude Vanbremeersch, chef de l'état-major particulier du président de la République, de Maurice Saint-Cricq, chef d'état-major de l'armée de l'air, de Jean-René Lannuzel, chef d'état-major de la Marine, et de Valérie André, comme première femme générale. Avec le style de commandement qui lui est propre, il donne une nouvelle impulsion aux jeunes cadres et renforce leur motivation. Rapidement, l'état d'esprit change, et la base adhère au nouveau discours : la forme physique, l'entraînement, l'effort, l'esprit d’initiative et l'exemplarité. Il engage une réforme de l'armée de terre avec une organisation adaptée et la programmation d'équipements et de matériels modernes. Il occupe ce poste du 31 janvier 1975 au 4 août 1976, date à laquelle il remet sa démission, jugeant que les armées sont reparties du bon pied,, le 4 août 1976 (JO du 5 août).
Après une courte retraite à Toul, et à la suite du décès accidentel de la candidate UDF, madame Leclerc, épouse du maire de Vézelise, il se présente sur l'insistance de Jean-Jacques Servan-Schreiber, président du conseil régional de Lorraine, aux élections législatives de 1978. Il choisit Georges Husson, exploitant agricole, maire de Lesménils-sur-Madon, comme suppléant. Il devient député de la cinquième circonscription de Meurthe-et-Moselle, succédant à André Picquot, qui ne se représente pas, suppléant de Christian Fouchet, élu en 1973, qui est décédé en 1974. Il arrive en tête au premier tour avec 13 208 voix, contre 10 064 pour Jean-Paul Chagnollaud, candidat du PS, et 9 526 pour le candidat du RPR, Jacques Gossot, maire de Toul. Au second tour, il obtient 21 678 voix, soit 54,14 % des suffrages exprimés, face à Jean-Paul Chagnollaud, 18 365 voix,. Durant cette première législature, de 1978 à 1981, il occupe également la fonction de président de la commission de la Défense, ce qui l'amène à réaliser de nombreux voyages à l'étranger. En 1981, lors de la dissolution de l'Assemblée nationale par François Mitterrand, il ne désire pas se représenter mais Valéry Giscard d'Estaing parvient à lui faire changer d'avis. Il est réélu au premier tour en juin 1981 avec 51,3 % des suffrages exprimés, soit 18 542 voix, face à Jean-Paul Chagnollaud, qui obtient 14 197 voix, puis à la proportionnelle en mars 1986,. En 1988, à la suite de la dissolution de l'Assemblée, il ne veut plus être candidat, mais Valéry Giscard d’Estaing le convainc de poursuivre le combat pour l'UDF. Il est finalement battu de 411 voix en obtenant 22 870 voix soit 49,55 % des suffrages exprimés, au second tour, par le candidat socialiste Michel Dinet, qui obtient 23 281 voix. Charles Pasqua, ministre de l'Intérieur, avait vainement réalisé le redécoupage des circonscriptions législatives françaises de 1986 en vue de gagner les prochaines élections législatives, Par ailleurs, il est conseiller régional de Lorraine (1978-1986), étant élu député. Il se présente aux élections cantonales de 1979, dans le canton de Toul-Sud, où il est battu par Georges Rollin. Il est de nouveau candidat aux élections cantonales de 1982, dans le canton de Toul-Nord, où il est vaincu par Jacques Gossot. Il est enfin tête de liste aux élections municipales de 1983, à Toul, où il devient conseiller municipal, car sa liste doit fusionner avec celle du maire sortant, Jacques Gossot.
Il se retire ensuite dans sa maison de Toul, dans laquelle il écrit des livres sur sa carrière militaire et propose ses réflexions sur l'évolution de la France. Quelque temps avant sa mort, il déclare : « Je suis le dernier des cons glorieux ». Il meurt à son domicile de Toul le 18 juin 2010 à l'âge de 94 ans. Ses funérailles ont lieu en la cathédrale de Toul le 21 juin en présence de l'ancien président de la République, Valéry Giscard d'Estaing, et du ministre de la Défense, Hervé Morin. Le cercueil du général Bigeard a été exposé dans la nuit du 21 juin au 22 juin 2010 dans une chapelle ardente dressée en la cathédrale Saint-Louis-des-Invalides. Après une messe célébrée par Mgr Luc Ravel, évêque aux armées françaises, les honneurs militaires sont rendus au général dans la cour d'honneur de l'hôtel national des Invalides par le Premier ministre, François Fillon,.
Les archives de Marcel Bigeard sont conservées au service historique de La Défense.

## Hommage à l'adversaire
Marcel Bigeard a souvent rendu « hommage à l'adversaire ». Il a par exemple décerné des brevets de mérite aux combattants Vietminh lors de la guerre d'Indochine, et notamment lors de la bataille de Diên Biên Phu. Dans son livre de souvenir Pour une parcelle de gloire, il cite longuement, nommément, ceux qui ont selon lui montré de réelles qualités de soldat lors de la guerre d'Algérie : Abbas Laghrour dans les Nememcha, Mohammed le Balafré lors de la bataille d'Agounennda (en) et surtout le commandant Azzedine. Il dit d'eux :

« Nous avons rencontré là un adversaire qui, surpris dans une sévère embuscade, réagit vite et courageusement. Il s'est même révélé capable, après quarante-huit heures d'isolement, de faire payer chèrement sa peau. On comprend qu'un tel groupement, commandé par de tels chefs, n'ait jusqu'ici remporté que des victoires. »

Cela explique sans doute la poignée de mains controversée qu'il échangea en direct à la télévision avec le commandant Azzedine. À ceux qui la lui ont reprochée, Bigeard a répondu : « On ne se déshonore pas en rendant hommage à l'adversaire ».
Parmi ces combattants auxquels il rend hommage figure en bonne place Larbi Ben M'hidi, l'un des responsables de la Zone autonome d'Alger durant la bataille d'Alger, dont il dit :

« Il est l'âme de la résistance, fanatique, illuminé, il ne vit que pour l'indépendance de l'Algérie. »

En revanche, alors qu'il est captif avec des milliers d'autres soldats à la suite de la bataille de Diên Biên Phu, il ne pardonne pas aux Vietminh d'avoir laissé mourir de faim et d'épuisement des milliers de personnes alors qu'ils avaient la possibilité de meilleurs traitements envers elles.

« La vraie douleur, la seule chose que je ne pardonne pas aux Viets, ce sont les huit mille morts pendant ces quatre mois de captivité. Cruauté inutile, inhumanité. Giáp était un grand général, mais sa doctrine, le marxisme, était inhumaine. L'ancien capitaine vietminh m'a dit : « Nous n'avons tué aucun prisonnier ». C'est vrai, ils les ont laissé crever, alors qu'il aurait été si facile de sauver tout le monde. Je l'ai dit : une banane par jour, et on ramenait les gars vivants. Je ne pourrai jamais l'oublier. »

De même, Bigeard méprise les actions « aveugles des terroristes » qui frappent alors Alger :
« Si nous avons de l'estime pour les combattants du djebel, surtout lorsqu'ils se battent bien, nous méprisons les terroristes. »

## Analyses personnelles
- Si vous ne connaissez pas le sujet, laissez ce bandeau (vous pouvez alors contacter les auteurs).
- Si vous supprimez le contenu mis en cause (vous pouvez préalablement contacter les auteurs),

argumentez précisément cette suppression dans la page de discussion
(un manque de référence n'est pas un argument ; une recherche réelle de référence doit avoir été effectuée, être formellement documentée).

### La défaite de 1940
« Le 10 mai 1940, l'armée de Hitler envahit la France, contournant la ligne Maginot, fonçant à travers les Ardennes. En quelques heures, nos divisions sont écrasées, c'est le désastre le plus total. Aujourd'hui encore, cette défaite éclair semble incroyable. Bien sûr, l'armée avait des faiblesses, l'état-major manquait de discernement, et notre état d'impréparation nous a cruellement affaiblis. Toutes les belles théories de ces états-majors, faisant la guerre depuis leur bureau, ont été balayées en quelques heures. La réalité est impitoyable. »

### La situation en Indochine
Bigeard a beaucoup déploré l'incompétence de ses supérieurs dans ce conflit qu'il ne juge perdu que dans les derniers jours de Dien Bien Phu. Dans Ma vie pour la France, il compara la guerre conventionnelle menée au fait de vouloir tuer une mouche insaisissable avec un pilon. Grâce à une certaine confiance acquise, il put mener des opérations de natures nouvelles avec de nombreux succès. En s'imprégnant de la mentalité de l'ennemi et en imitant ses méthodes, Bigeard a livré une véritable « contre-guérilla » par des actions coup de poing à l'aube suivie d'un repli rapide, de sorte qu'une certaine insécurité permanente s'installait chez l'ennemi. Ses opérations étaient toujours précédées au préalable par un renseignement actif fruit de la collaboration et du dialogue avec les populations locales.
C'est pour les mêmes motifs que des régiments entiers mal dirigés et insuffisamment entraînés ont subi une surmortalité au cours de la guerre. Bigeard put former lui-même des troupes par de lourds programmes d'entraînement et d'apprentissage en France. Ceux-ci se sont par la suite imposés sur le terrain en tant qu'unités d'élite aux taux de réussite très élevés, sollicités pour les coups durs. C'est avec nombre de ces derniers qu'il commande des assauts désespérés lors de la bataille de Dien Bien Phu.
Il conserve une amertume sur une situation devenue catastrophique par la faute d'un état-major incompétent et de décisions de politiques très distantes du terrain. C'est ainsi que, d'après lui, les douze mille hommes de la cuvette sont abandonnés à leur sort au vu de la situation dérangeante du fiasco. À court de vivres et de munitions et après de lourdes pertes, ils sont abandonnés et oubliés.

## Héritage militaire
Bigeard, après une formation spéciale et solide, obtenue pendant la Seconde Guerre mondiale à l'école des Pins (Jedburghs, sans en faire partie. Il est membre du BCRA), est amené à apprendre et à développer des aspects du combat dit « non conventionnel » ou « asymétrique ». Se rapprochant pleinement de l'action armée de guerre insurrectionnelle d'abord contre l'occupant durant la Seconde Guerre mondiale, puis se rapprochant, à l'inverse, de l'action contre-insurrectionnelle (mêmes méthodes basées sur l'action furtive, d'éclat, d'usure et de solides renseignements), en Indochine et en Algérie (n'ayant pas participé à la guerre de Corée, avec le bataillon onusien français), Bigeard est avant tout un soldat parachutiste dit « de choc » et non un homme d'opérations spéciales. Il apporte, comme d'autres, ses expériences multiples, son sens de l'adaptation et sa fougue pour mener ces guerres non conventionnelles, ce qui fait de lui l'un des grands noms de l'armée française du XXe siècle.
Toujours en Algérie, après la bataille d’Alger, face aux immensités désertiques du Sud algérien, Bigeard est l'un des principaux instigateurs de l'utilisation des moyens héliportés : au lieu d’utiliser les hélicoptères pour ramener les blessés comme il était d’usage jusqu’alors, il mit à profit la rapidité et la souplesse d’utilisation de ces engins pour surprendre l’ennemi. Les pratiques, méthodes et tactiques de Bigeard et ses hommes, issues des études stratégiques et des retours d'expériences de Roger Trinquier, de David Galula ou de Paul Aussaresses, sont étudiées de très près par les plus hautes autorités militaires américaines et copiées par les Bérets verts de l'USSOCOM. Ces mêmes Bérets verts sont formés à « la guerre contre-insurrectionnelle », à Fort Bragg, par Paul Aussaresses.

## Hommages posthumes

### Fondation Général-Bigeard
Une fondation Général-Bigeard a été créée par sa veuve et sa fille en partenariat avec la Fondation de France en juin 2011. Cette fondation « a pour objet de perpétuer l’œuvre et la mémoire de Marcel Bigeard en s’attachant notamment à promouvoir auprès de la jeunesse les valeurs de courage et de fierté de la patrie, dans l’esprit du général ». Parmi les membres fondateurs figurent notamment le colonel Jacques Allaire, le général Jean-Louis Brette et René Guitton, l'éditeur de Marcel Bigeard. L’ancien président de la République Valéry Giscard d’Estaing, dont Marcel Bigeard fut le secrétaire d’État à la Défense (1975-1976), a été nommé président d’honneur de la fondation.

### Lieu de sépulture

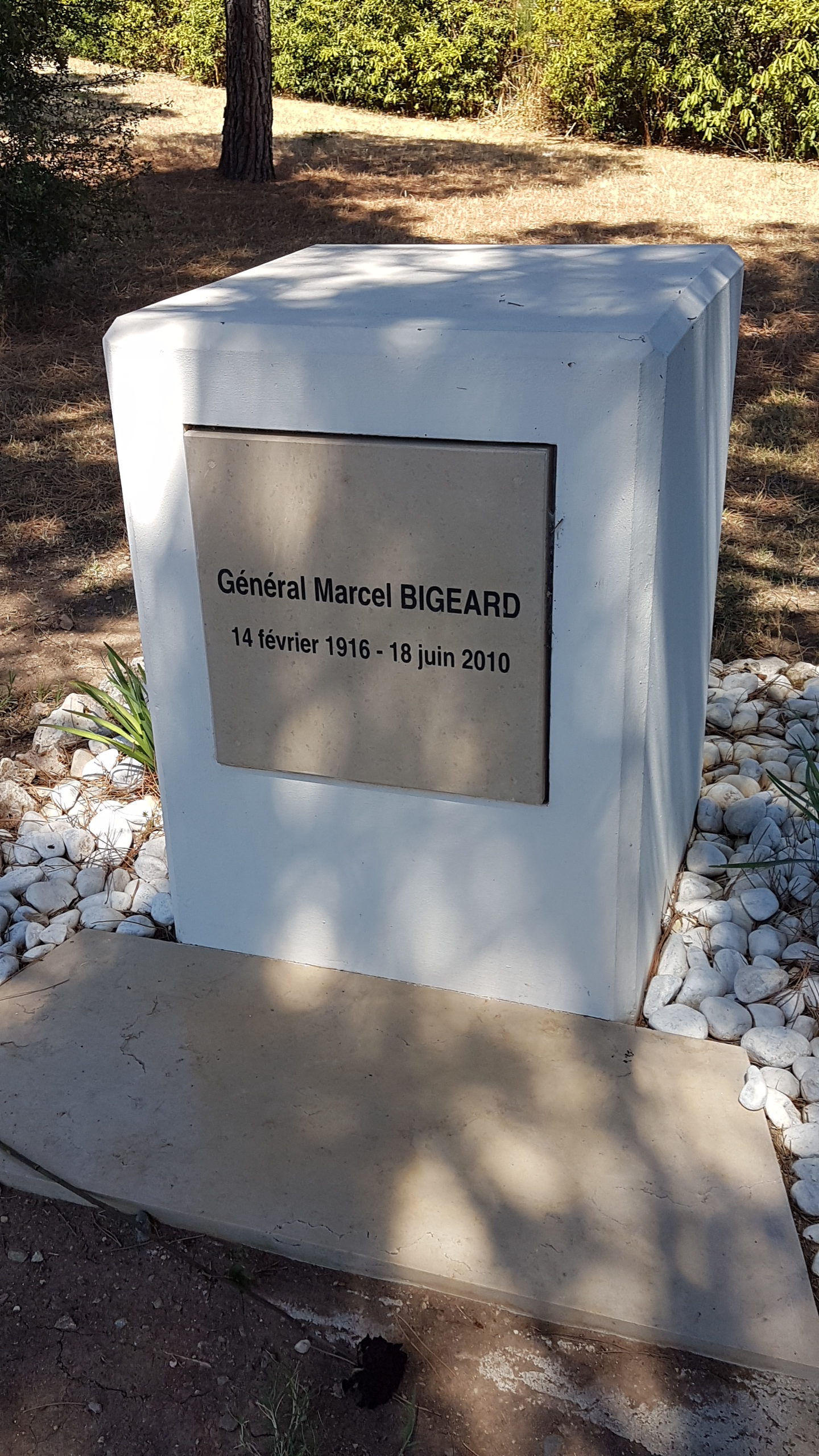
La tombe du général Marcel Bigeard.

Avant sa mort, le général avait exprimé son souhait que ses cendres soient dispersées sur les lieux de la bataille de Diên Biên Phu, là où reposent ses compagnons d’armes tués au combat en 1954. Les autorités vietnamiennes ont opposé un refus catégorique à cette requête.
Sur proposition du ministre de la Défense, Gérard Longuet, il est d’abord envisagé de transférer les cendres du général Bigeard à l’hôtel des Invalides, avec l’accord de sa fille Marie-France. Cette initiative est soutenue par une quarantaine de députés UMP, dont l'ancien ministre Hervé Novelli, Bernard Carayon, Lionnel Luca, Alain Marleix, Guy Teissier et par six généraux français, dont le général François Cann, Lucien Le Boudec et Christian Piquemal président de l’Union nationale des parachutistes.
Après que certaines voix se sont élevées contre ce projet de transfert aux Invalides, le ministère de la Défense annonce, le 29 septembre 2012, que les cendres du général Bigeard reposeraient finalement au Mémorial des guerres en Indochine à Fréjus.
Le 20 novembre 2012, en présence de l’ancien président Valéry Giscard d'Estaing, le ministre de la Défense, Jean-Yves Le Drian inaugure à Fréjus, au site du Mémorial des guerres en Indochine, une stèle qui accueille ses cendres.

### «Promotion Marcel-Bigeard» à l’École militaire interarmes
Sur une proposition de Jean-Paul Pourade, ami du général Bigeard, les compagnons du général : le général Lucien Le Boudec, les colonels Jacques Allaire et Martial Chevalier, auxquels s'étaient joints le général Valérie André et madame Geneviève de Galard, le cinéaste Pierre Schoendoerffer et Jean Lartéguy, ont proposé aux élèves officiers de l'École militaire interarmes de Saint-Cyr-Coëtquidan de donner à leur promotion, le nom de « Général Marcel Bigeard ». La cinquantième promotion de l’École militaire interarmes de Coëtquidan a donc choisi, le 23 juillet 2011, de se faire baptiser "Promotion Général Bigeard". Le chant de la promotion rappelle les plus glorieux faits d'armes du général. L'insigne de la promotion a pour héraldique : écu de turquin à la lisère d'argent, sommé en chef d'une étoile de grand-croix de la Légion d'honneur, chargé en chef d'une carte de France d'or ouverte sur le champ, broché d'une épée d'argent gardée d'or enserré d'un dragon d'or. À la lame accompagnée à d'extrême d'une demi-porte mauresque d'azur, du grade et du nom « GAL BIGEARD » en capitales d'or aussi, à senestre d'un demi-parachute d'argent et de quatre étoiles du même.

### Mémorial au3eRPIMa de Carcassonne
Une stèle haute de 3,65 m et pesant près de dix tonnes, réalisée en marbre de Caunes-Minervois, a été inaugurée le 29 juin 2012. Elle est installée place du Général-de-Gaulle, face à l’entrée de son ancien régiment, le 3e RPIMa. Elle représente le général Bigeard de profil, fumant la pipe et coiffé de la célèbre casquette Bigeard. Le monument a été financé par une souscription qui a rapporté 35 000 euros.

### Statue à Toul
En 2024, une statue du général Bigeard est inaugurée à Toul, sa ville de naissance et de mort.

## Distinctions
(Liste non exhaustive)

### Brevets parachutistes militaires

#### Brevets français[43]

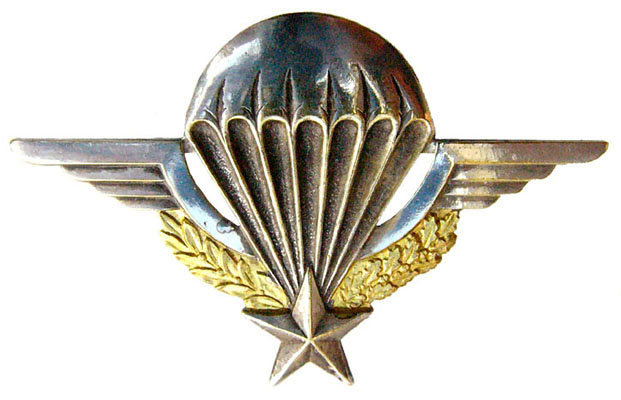
Brevet général de parachutisme militaire français, obtenu entre 5 à 7 sauts selon situation et au jugé du commandement (la disponibilité avions en est la cause majeure)
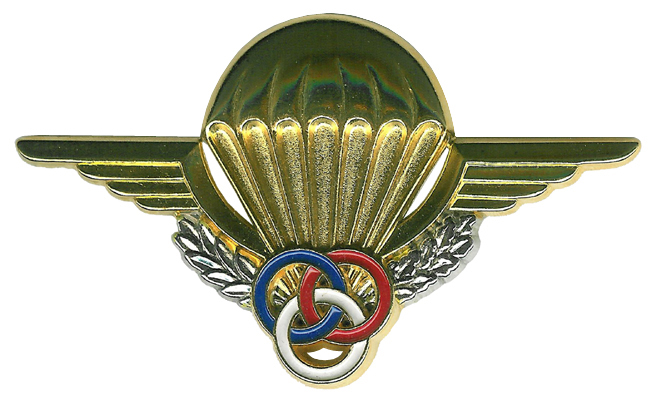
Brevet de Moniteur parachutiste.
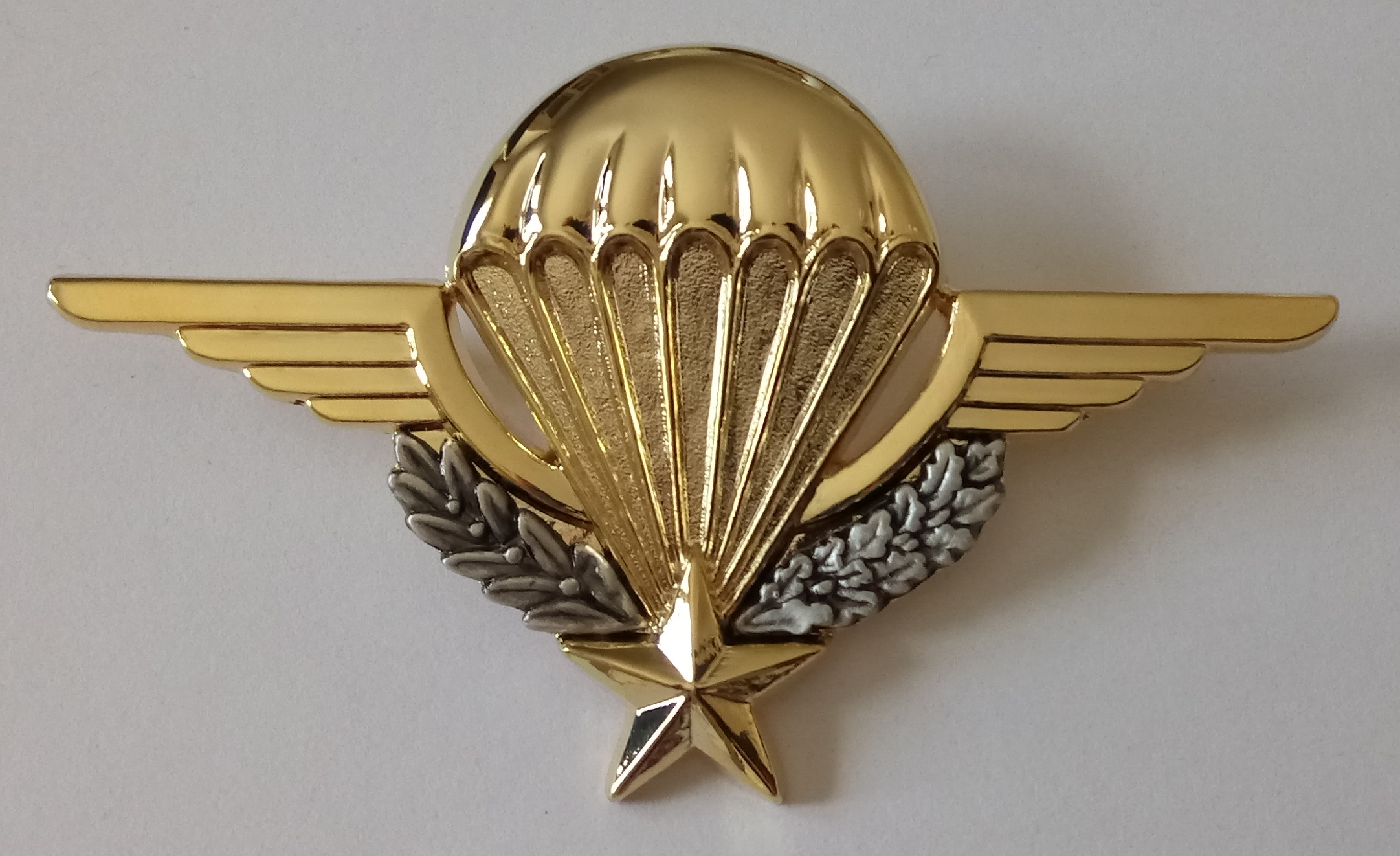
Brevet de Chef de groupe et section TAP, brevet officialisé en 2017 mais actif depuis 2016
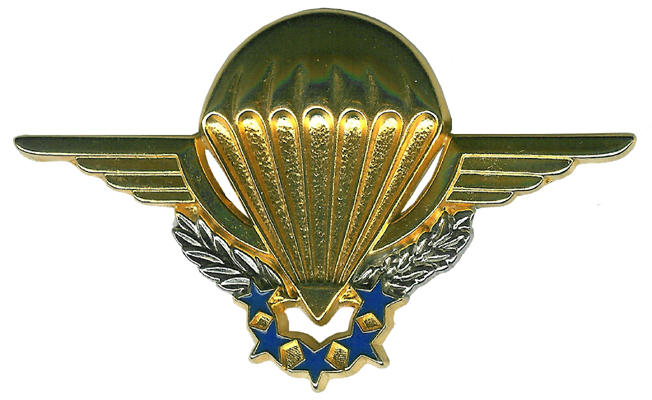
Brevet des Chuteurs Opérationnels pour les saut à 1200, 3500, 6500m (GCP et CPA) un insigne existe quasi identique dans l'Armée de l'Air pour les CPA
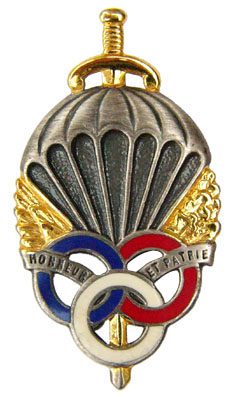
Brevet de Préparation Militaire Parachutiste (BPMP)
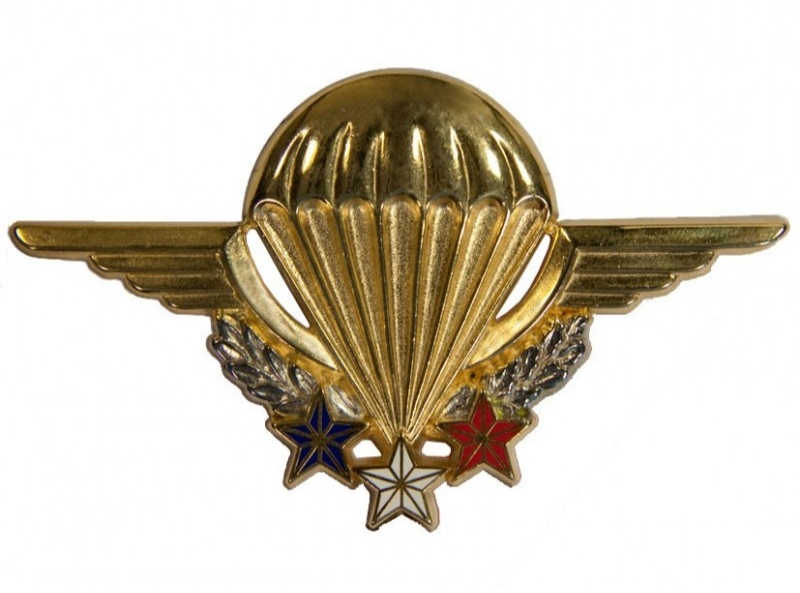
Brevet d’instructeur parachutiste (SCOR) le plus haut niveau d'expertise en parachutisme militaire français (forment les cadres de saut, les chuteurs ops et oxy)

#### Brevets étrangers[43]

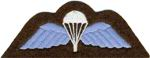
Parachutist Badge.
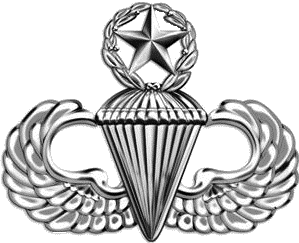
Parachutist Badge.

### Décorations

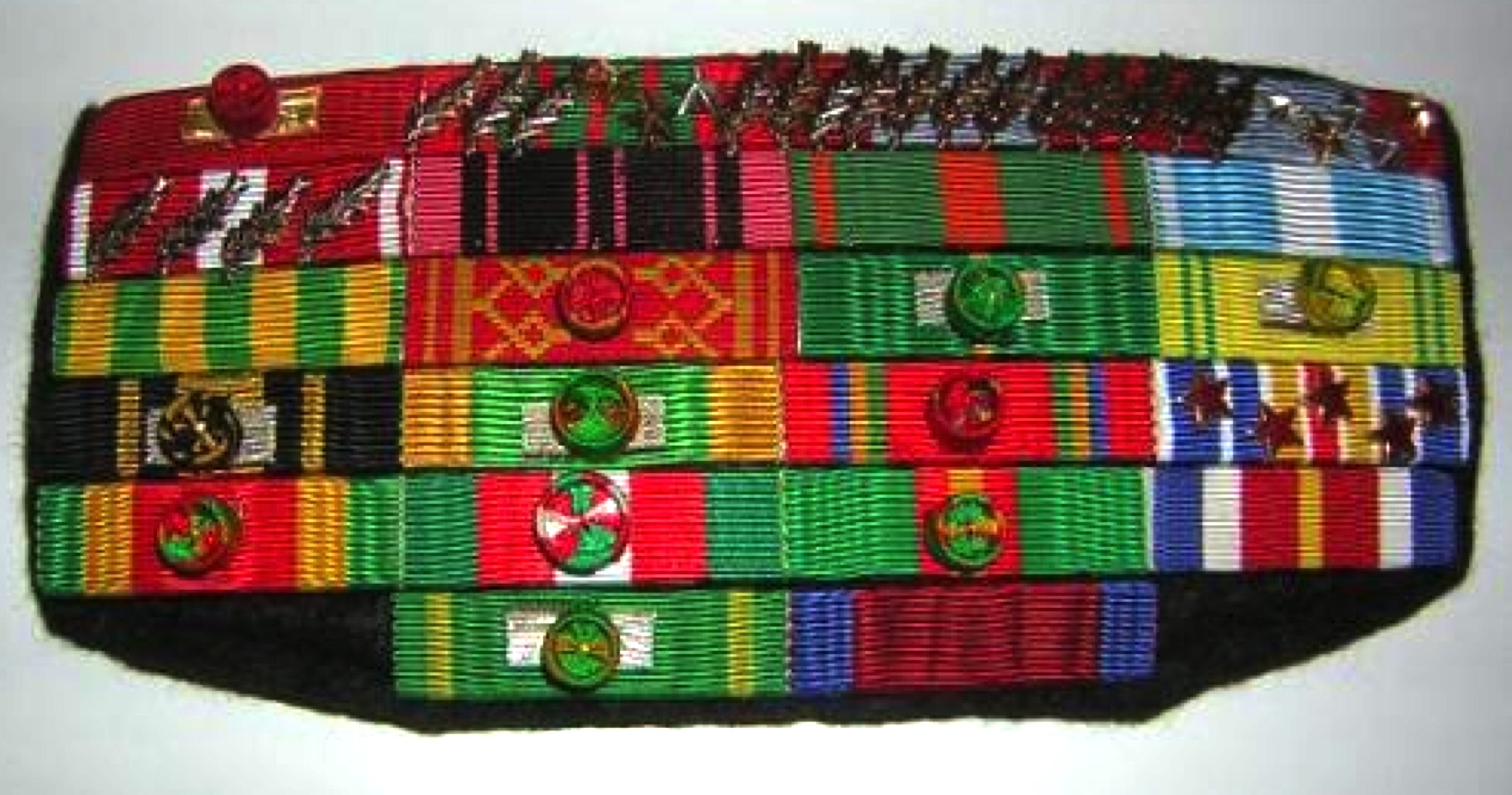
Les décorations du général Marcel Bigeard.

#### Décorations françaises
- Grand-croix de la Légion d’honneur
- Croix de guerre 1939-1945 avec 6 citations dont 3 à l'ordre de l'armée (palmes)
- Croix de guerre des Théâtres d'opérations extérieures avec 17 citations dont 12 à l'ordre de l'armée (palmes)
- Croix de la Valeur militaire avec 4 citations à l'ordre de l'armée
- Médaille des blessés militaires avec cinq étoiles (pour six blessures de guerre)
- Médaille de la Résistance par décret du 6 septembre 1945[73]
- Médaille des évadés
- Médaille de la France libérée[43]
- Médaille de l'Aéronautique[43]
- Croix du combattant[43]
- Médaille coloniale agrafes « Extrême-Orient » et "A.O.F"
- Médaille commémorative de la guerre 1939-1945
- Médaille commémorative de la campagne d'Indochine
- Médaille commémorative des opérations de sécurité et de maintien de l'ordre en Afrique du Nord

#### Décorations américaines
- Commandeur en chef Legion of Merit (US)

#### Décorations britanniques
- Distinguished Service Order (DSO)
- Mentioned in Dispatches[43]
- Military Cross[43]
- Distinguished Service Cross[43]
- Distinguished Flying Cross[43]
- Victoria Cross[43]
- Chevalier Commandeur de l'Ordre de l'Empire britannique[43]

#### Décorations vietnamiennes
- Croix de la Vaillance Vietnamienne avec 18 citations dont 10 palmes[43]
- Médaille du mérite militaire du Vietnam[43]
- Campagne du Vietnam (Thaïlande)[43]

#### Autres pays
- Grand-croix de l'Ordre de l'Étoile de la Grande Comore[43]
- Grand-croix de l'Ordre de l'Étoile noire[43]
- Grand-croix de l'Ordre du Dragon d'Annam (à titre militaire)[43]
- Grand-croix de l'Ordre royal du Cambodge[43]
- Grand-croix de l'Ordre du Million d’Éléphants et du Parasol blanc[43]
- Grand-croix de l'Ordre du Mérite civil Taï[43]
- Grand-croix Ordre du Nichan Iftikhar[43]
- Grand-croix de l’Ordre du Nichan el Anouar[43]
- Grand-croix de l'Ordre du Ouissam alaouite[43]
- Grand-croix de l'Ordre de l'Étoile d'Anjouan[43]
- Grand-croix de l'Ordre national du Vietnam[43]
- Grand-croix de l’Ordre de Tahiti Nui[43]
- Grand-Officier du Mérite sénégalais
- Grand-Officier du Mérite Togolais
- Grand-Officier de l'ordre du roi Abdelaziz d'Arabie saoudite
- Commandeur de l'ordre du Mérite national mauritanien
- Commandeur du Mérite centrafricain
- Commandeur de l'ordre national du Tchad
- Officier de l'ordre de l'Étoile équatoriale (Gabon)
- Officier de l'ordre national de Madagascar
- Mérite militaire Sena Jay Assed (Cambodge)[43]
- Ordre royal Muniseraphon du Cambodge[43]
- Médaille de la Défense nationale du Cambodge[43]
- Ordre du Mérite militaire d'Annam[43]
- Ordre du Règne du roi Savang Vatthana[43]
- Ordre du Mérite militaire Thai[43]
- Ordre du mérite Syrien[43]

### Prix littéraire
- 2007 : Prix littéraire de La Saint Cyrienne, pour l’ensemble de son œuvre[74]
- 2011 : Prix Honneur et patrie, à titre posthume[75]

### Honorariat

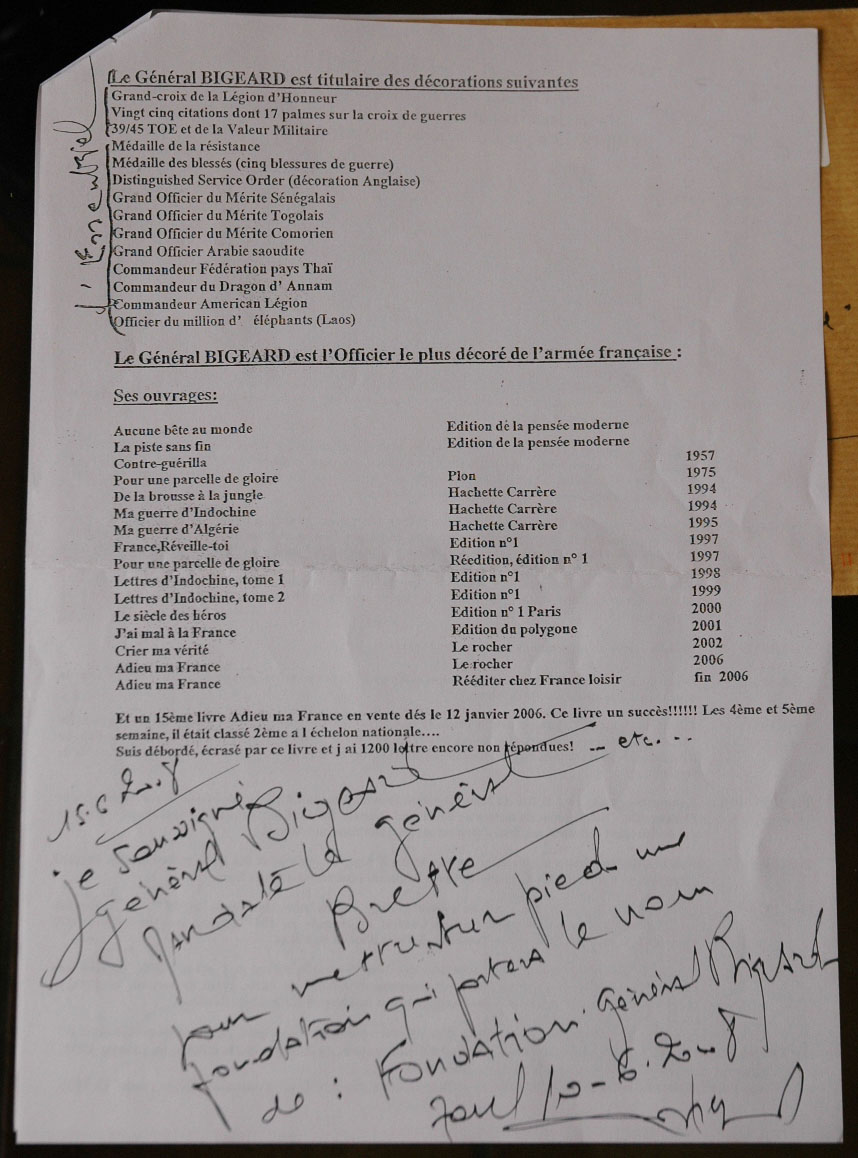
Photo du document envoyé par Marcel Bigeard au général Jean-Louis Brette le mandatant pour la création de la fondation Général-Bigeard.

- 1re classe d'honneur de la Légion étrangère, matricule 105 265 obtenu en 1954.
- caporal d'honneur des Chasseurs Alpins (Armée de Terre) obtenu en 1966[43].
- second maître d'honneur des Commando marine  (Marine Nationale) obtenu en 1968[43].
- sergent-chef d'honneur des Commandos parachutistes de l'air (Armée de l'air) obtenu en 1970[43].
- caporal-chef d'honneur de l'Escadron 9/11 parachutiste de la gendarmerie mobile (Gendarmerie Nationale) obtenu en 1971[43].
- Citoyen d’honneur de la ville de Saïda[76].

### Toponymes
En France, plusieurs avenues, places et rues portent son nom :
- Rond-Point du Général-Bigeard à Aix-en-Provence (Bouches-du-Rhône)
- Square Marcel-Bigeard à Aix-les-Bains (Savoie)
- Rond-Point Général-Marcel-Bigeard à Banyuls-sur-Mer (Pyrénées-Orientales)
- Rue du Général-Marcel-Bigeard à Briey (Meurthe-et-Moselle)
- Rue Marcel-Bigeard est à Dreux (Eure-et-Loir) inaugurée le 19 octobre 2019[77],[78].
- Rond-Point du Général-Bigeard à Lagord (Charente-Maritime)
- Rue du Général-Bigeard à Le Tampon (La Réunion)
- Rue du Général-Bigeard à Lexy (Meurthe-et-Moselle)
- Rue Général-Marcel-Bigeard à Saint-Clément-de-Rivière (Hérault) inaugurée le 8 juin 2011[79]
- Rue Marcel-Bigeard à Scionzier (Haute-Savoie)
- Place du Général-Marcel-Bigeard à Tellancourt (Meurthe-et-Moselle)
- Avenue du Général-Bigeard à Toul (Meurthe-et-Moselle)
- Rue du Général-Bigeard à Trimbach (Bas-Rhin)
- Rue du Général-Marcel-Bigeard à Villeneuve-Loubet (Alpes-Maritimes)

## Publications

### Ouvrages
- Contre-guérilla, Alger, Baconnier, 1957 (BNF 32372642)
- Aucune bête au monde..., Éditions Pensée Moderne, 1959 (BNF 36277748)
- Piste sans fin, Éditions Pensée Moderne, 1963 (BNF 36259554)
- Pour une parcelle de gloire, Édition Plon, 1975  (ISBN 2-259-00571-3)
- Ma Guerre d'Indochine, Éditions Hachette, 1994  (ISBN 2-01-237023-3)
- Ma Guerre d'Algérie, Éditions du Rocher, 1995  (ISBN 2-01-237043-8)
- De la brousse à la jungle, Éditions Hachette-Carrère, 1994  (ISBN 2-01-237017-9)
- France, réveille-toi !, Éditions no 1, 1997  (ISBN 2-863-91797-8)
- Lettres d'Indochine, Éditions no 1, 1998-1999, Tome 1  (ISBN 978-2-7028-3395-7), Tome 2  (ISBN 2-86391-906-7)
- Le siècle des héros, Éditions no 1, 2000  (ISBN 2-86391-948-2)
- Crier ma vérité, Éditions du Rocher, 2002  (ISBN 2-7028-7631-5)
- Paroles d'Indochine, Éditions du Rocher, 2004  (ISBN 2-268-05058-0)
- J'ai mal à la France, Éditions du Polygone, 2006  (ISBN 2-913832-07-5)
- Adieu ma France, Éditions du Rocher, 2006  (ISBN 2-268-05696-1)
- Mon dernier round, Éditions du Rocher, 2009  (ISBN 978-2-268-06673-8)
- Ma vie pour la France, Éditions du Rocher, 2010  (ISBN 978-2-268-06435-2)

### Préfaces
- Erwan Bergot, Commandos de choc en Indochine. (Les héros oubliés), Grasset, 1975  (ISBN 978-2246008668)
- Francis Pottier Quasimodo, le Commando Hispano, Marrimpouey Jeune, 1975 (BNF 34554090)
- Erwan Bergot, Bataillon Bigeard, Presse de la Cité, 1977  (ISBN 978-2258002227)
- Mario Pinci, Alexis Roudene, Héros sans panache: Souvenirs d'un ancien de l'Indochine (1946-1955), Barré-Dayez, 1982 (BNF 34735833)
- Michel Cordier, Un grand Lorrain Lyautey, Saint-Seine l’abbaye, 1984  (ISBN 978-2867010354)
- David Rogers, préface de Marcel Bigeard, lesstratégies militaires appliquées aux affaires, éditions First, 1988  (ISBN 978-2876910225)
- Marc Flament, préface de Marcel Bigeard, Et le Baroud vint du ciel avec les hélicoptères de combat en Algérie, Jacques Granger, 1984  (ISBN 978-2733900994)
- Leopold Colombey, 69 mois de notre jeunesse : la folie des hommes, Troisfontaines 1989 (BNF 35027881)
- Amiral Estival, L'enseigne dans le delta, les 7 vents, 1989  (ISBN 978-2877160100)
- Jean Militis, La Piste du Risque Commando Parachutiste : légende et réalités, éditions Michel frères, 1991
- Henri de Brancion, Diên Biên Phu - Artilleurs dans la fournaise, Presse de la Cité, 1993  (ISBN 978-2258036086)
- Patrick-Charles Renaud, Combats sahariens, 1955-1962 : Sahara algérien, Atlas saharien, Mauritanie, Sahara espagnol, Sud tunisien, édition Jacques Granger, 1993  (ISBN 2733904086)
- Pierre Dufour, L'École des troupes aéroportées: La porte de l'insolite, Lavauzelle, 1996,  (ISBN 9782702503898)
- Michel Heger, Djebel amour Djebel amer, Presse de la Cité, 1998  (ISBN 978-2258045880)
- J.Gaulois, Notre défense en mal d'une politique, economica, 1999  (ISBN 978-2717816204)
- Erwan Bergot, Bataillon Bigeard Indochine 1952 1954 Algérie 1955 1957, Trésors du Patrimoine, 2000
- Paul-Henri Grauwin, J'étais médecin à Diên Biên Phu, France-Empire, 2004  (ISBN 978-2704809714)
- Marcel Georges, Go sur Diên Biên Phu, France-Empire, 2004  (ISBN 978-2704809721)
- Collectif, Le livre d’or des parachutistes, 2005
- André Leyx, un spahi raconte la guerre d'Indochine:1952-1954, Muller, 2005 (BNF 39959727)
- Jean-Christophe Brunet, Gendarmes-parachutistes en Indochine: 1947-1953,indo édition, 2005  (ISBN 978-2914086257)
- Constantin Parvulesco, Les Paras: L'honneur de servir, Techniques pour l'Automobile et l'Industrie, 2006  (ISBN 978-2726894521)
- Robert Dégrange, A travers l'Europe en guerre: Souvenirs de Robert Dégrange, chef de char des Bayard, ed histo, 2008  (ISBN 978-2355150029)
- Pierre Dufour, 1947-2007 paras-colo, parachutistes d'infanterie de marine, Lavauzelle, 2008  (ISBN 978-2702510650)
- François Journier, Les Luc Binh. Souvenirs d'un Marin du Fleuve. Indochine 1952-1954, l’esprit du livre, 2009  (ISBN 978-2915960488)
- Bernard Crozat, ETAP, l'École des troupes aéroportées, Crépin-Leblond, 2009  (ISBN 978-2703003359)
- André Malichier, Assumer à vingt ans ! Témoigner aujourd'hui, Lavauzelle, 2010,  (ISBN 978-2-7025-1509-9)

## Filmographie

### Documentaires
- Zoom, Un marine, Bigeard le Para, documentaire de 1h43min, réalisé par Robert Buchard, produit par INA, 1957,
- L’Algérie des combats, une cassette vidéo, 14 min, noir et blanc, reportage de Cinq colonnes à la une, réalisé par Pierre Schœndœrffer, Institut National de l'Audiovisuel,1959
- La Guerre d’Algérie, documentaire de 154 minutes coréalisé par Yves Courrière et Philippe Monnier, Édition Montparnasse, 1972
- Ma Guerre d'Indochine, documentaire de 52 minutes Réalisation : Jean-Claude Criton - Production L. Salles/Carrère (1994)
- Ma Guerre d'Algérie, documentaire de 52 minutes Réalisation : Jean-Claude Criton - Production L. Salles/Carrère (1994)
- Portrait de Bigeard, documentaire de 52 minutes Réalisation : Jean-Claude Criton - Production L. Salles/Carrère (1994)
- La guerre d’Algérie, documentaire de 4h et 30 min réalisé par Jacques Soustelle produit par Paramount, 2002
- Nous l’appelions Bruno, documentaire en trois parties, réalisé par Didier Trarieux-Lumière, 2012
- Apostrophes, 6 dvd en 12 émissions par Bernard Pivot, éditions Montparnasse, 2013
- Objectif Bruno, Bigeard dans l'œil des médias, documentaire de 1h58, réalisé par Marcela Feraru, 2014

### Fiction
- Dans le film Les Centurions (1966), le personnage du lieutenant-colonel Raspéguy, joué par Anthony Quinn, est inspiré de Marcel Bigeard[80].
- Le colonel Mathieu, personnage du film La Bataille d'Alger (1966) est directement inspiré de Marcel Bigeard[81].
- Marcel Bigeard est cité, dans les dialogues du film Diên Biên Phu (1992), de Pierre Schoendoerffer, pour renforcer la véracité historique des événements.

## Discographie
- Erwan Bergot, Bigeard, CBS, 1987
- L'Oreille en coin, Général Bigeard, Auvidis, 1988
- Radioscopie volume 3 : politique, général Bigeard, émission par Jacques Chancel, distribution par Harmonia Mundi 2012  (ISBN 978-2904965241)